# マルアン・フェライニ
マルアン・フェライニ（Marouane Fellaini）こと、マルアン・フェライニ＝バッキウィ（Marouane Fellaini-Bakkioui、1987年11月22日 - ）は、ベルギー・ブリュッセル首都圏地域・エテルベーク出身の元サッカー選手。元ベルギー代表。ポジションはミッドフィールダー。
守備的ミッドフィールダーを主戦場としていたが、エヴァートンやマンチェスター・ユナイテッドでは攻撃的ミッドフィールダーも務めていた。また、試合経過によっては高身長を活かし、トップの役割をすることもあった。
モロッコ人の両親のもとにエテルベークで生まれたフェライニは、スタンダール・リエージュに加入する前はアンデルレヒト 、モンス、セラン、シャルルロワと複数のクラブでプレイしていた。リエージュではジュピラー・プロ・リーグ優勝を経験し、エボニー・シューを受賞した。エヴァートン移籍1年目にクラブの最優秀若手選手に選出され、FAカップでは決勝に進出した。エヴァートンでは5シーズンを過ごし、2013年9月に2,750万ポンドの移籍金でマンチェスター・ユナイテッドへ移籍が決定した。
2007年にベルギー代表のA代表デビューを果たし、これまで60キャップ数以上を記録している。ベルギー代表として北京オリンピックと2014 FIFAワールドカップ、2018 FIFAワールドカップに出場した。
2018年11月、長年トレードマークとして愛されたアフロヘアーと決別した。

## 経歴

### スタンダール
ベルギーのプロのサッカー選手であったモロッコ人の父親と、同じモロッコ人の母親の間にブリュッセルのエテルベークで生まれたフェライニは8歳の時にアンデルレヒトでサッカーを始めたが、当初はサッカーよりも陸上競技に興味を持っていた。10,000メートル競走を好んでおり、他の子ども達がバスや車で通学する中、フェライニは走って学校に通っていた。しかし、自身もサッカー選手であった父、アブデラティフはフェライニがサッカーにより関心を持つように仕向けた。アンデルレヒトのユース1年目にフェライニは26ゴールを記録し、2年目には37ゴール記録した。父親がモンスで新しい仕事に就いたため、フェライニは10歳の時にモンスのユースに移り、3年後にはスランに加入し、その後シャルルロワに加入することになった。17歳の時にフェライニは初めての雇用契約をスタンダール・リエージュと結び、スタンダール・リエージュでは2006年から2008年まで所属し、公式戦84試合の出場で11ゴールを記録した。高いヘディング能力と運動量でフェライニはジュピラー・プロ・リーグでもボックス・トゥ・ボックスのミッドフィールダーとしてベストな選手の1人と認識されるようになり、2008年にはエボニー・シューを受賞した。この賞はアフリカ系の選手の中でそのシーズンに最も活躍した選手に与えられる賞である。

### エヴァートン

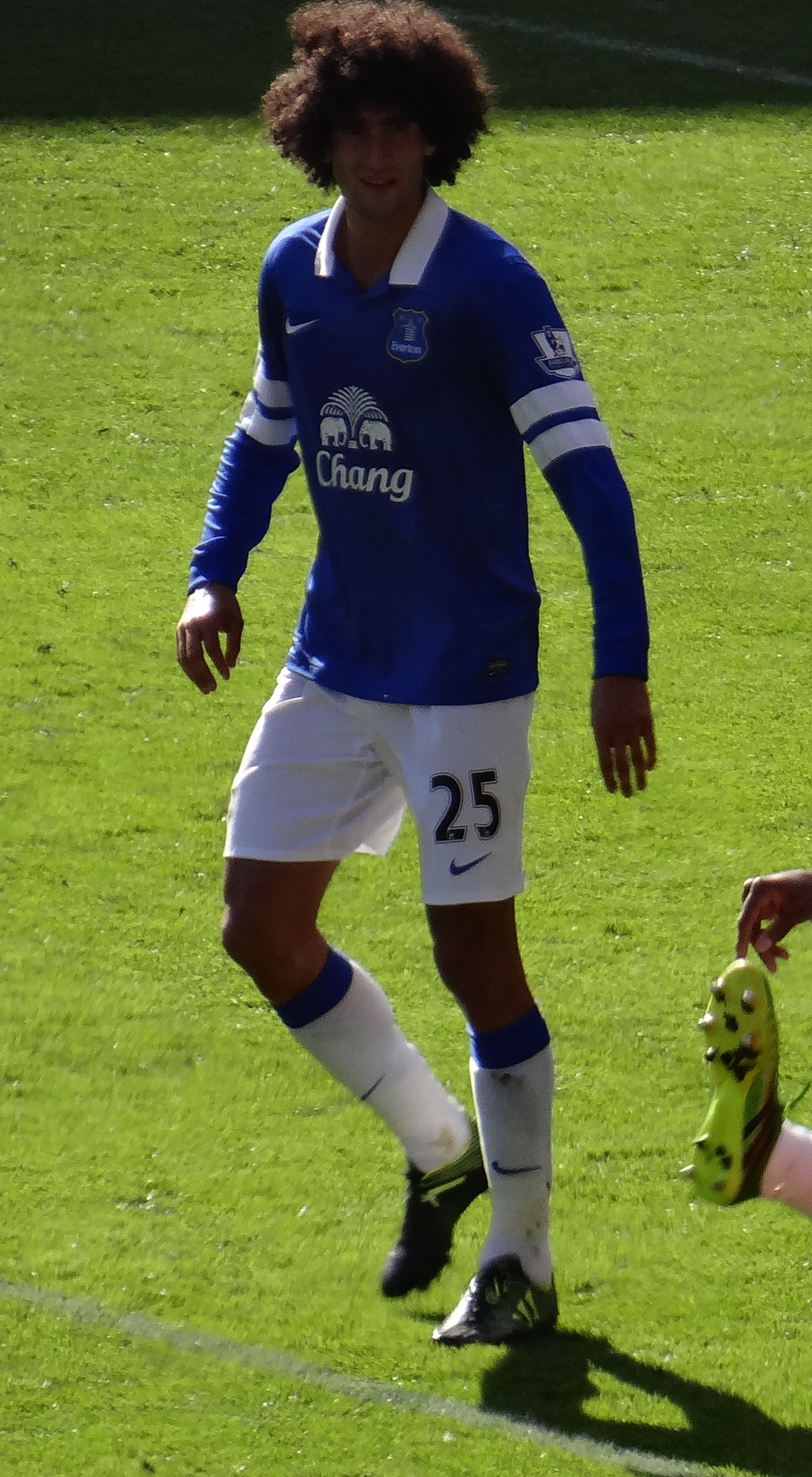
2013年8月31日に行われたエヴァートンで最後の試合となったカーディフ・シティ戦に出場したフェライニ

マンチェスター・ユナイテッドを始め、アストン・ヴィラ、レアル・マドリー、トッテナム・ホットスパー、バイエルン・ミュンヘンと多くのクラブが関心を示したが、フェライニはエヴァートンと5年間の契約を結んだ。スタンダール・リエージュには1,500万ポンドの移籍金が支払われたが、この金額はベルギー人選手に支払われた移籍金額としては史上最高額であり、エヴァートンにとってもクラブ記録となる移籍金額であった（いずれも当時）。2008年9月14日に行われ、3-2で勝利したストーク・シティ戦でデビューを飾り、2008年10月5日に行われ、2-2で引き分けたニューカッスル・ユナイテッド戦で初ゴールを記録した。1年目のシーズンは9ゴールを記録する一方で、最初の17試合で10枚のイエローカードを受けたが、チーフ・レフェリーのキース・ハケットの聴取を受け、今後振る舞いを改善することを約束し、長期の出場停止処分は回避した。約束通りにその後の16試合では3枚のイエローカードを受けただけで済んだが、合計では他のどのプレミアリーグの選手よりも多い枚数であった。シーズン終了後にはクラブの最優秀若手選手に選出された。そのシーズンはすべてのフォワードの選手が怪我で離脱した際にはセカンドトップを務め、同様に本来は中盤の選手であるティム・ケーヒルの後方でプレイをした。
2009年の後半から2010年の前半にかけては本来のポジションである守備的な中盤の位置で試合に出場しており、監督であったデイヴィッド・モイーズは「リーグの他のどの選手にも見劣りしない」とその活躍を讃え、2010年1月16日に行われ、2-0で勝利したマンチェスター・シティ戦ではマン・オブ・ザ・マッチに選出された。2月16日に行われたマージーサイド・ダービーでは34分にソティリオス・キルギアコスの両足タックルを受け負傷退場し、2009-10シーズンの残りを欠場することになった。
2011年2月に行われたFAカップのチェルシーとの再試合では足首を負傷したが、週末に行われ、2-0で勝利したサンダランド戦に出場した。しかし、この怪我が原因で2010-11シーズンの残りの試合を欠場することになり、2011年8月まで公式戦に出場できなかった。2011年8月20日に行われ、0-1で敗れたクイーンズ・パーク・レンジャーズ戦に交代で出場し復帰を果たすと、8月24日に行われ、3-1で勝利したリーグカップのシェフィールド・ユナイテッド戦ではフル出場でチームの勝利に貢献した。2011年11月にはクラブと新たに5年間の契約を結び、シーズン終了後にはエヴァートンの選手の中で最多となるタックル数と空中戦の勝利数、パスの成功数を記録した。タックル数はリーグでも2番目であり、190回のボールキープはリーグ最多であった。
2012-13シーズン開幕戦のマンチェスター・ユナイテッド戦ではその試合両チームで唯一のゴールを記録するなどパフォーマンスは賞賛を集めた。そのシーズンは好調を維持し、アーセナル戦、マンチェスター・シティ戦、フラム戦などでゴール記録し、2012年11月には月間最優秀選手選手に選出された。
2012年12月17日に行われたストーク・シティ戦ではライアン・ショウクロスに対する頭突きにより、試合中には見逃された行為であったが、3試合の出場停止処分を受けた。同月には『ガーディアン』紙が選出したサッカー選手100傑の60位に選ばれた。
マンチェスター・ユナイテッドへ移籍が決定したため、2013年8月31日に行われたカーディフ・シティ戦がエヴァートンにおける最後の試合となったが、その頃には大きなアフロヘアーの選手としてイングランド中に知れ渡っており、エヴァートンファンの人気が高く、スタンドにはアフロヘアーのかつらを被ったファンの姿がよく見られた。

### マンチェスター・ユナイテッド
2013年9月2日の移籍市場の締め切りの数分前に2,750万ポンドの移籍金でエヴァートン時代に師事したデイヴィッド・モイーズが監督を務めていたマンチェスター・ユナイテッドへ移籍が決定し、フェライニは5年間の契約を結んだ。9月14日に行われ、2-0で勝利したクリスタル・パレス戦に62分からアンデルソンと交代で出場しデビューを果たすと、9月17日に行われ、4-2で勝利したチャンピオンズリーグのバイヤー・レヴァークーゼン戦にフル出場し、勝利に貢献した。
2013年11月5日に行われたチャンピオンズリーグのレアル・ソシエダ戦でマンチェスター・ユナイテッドにおいて初めてのレッドカードを提示された。

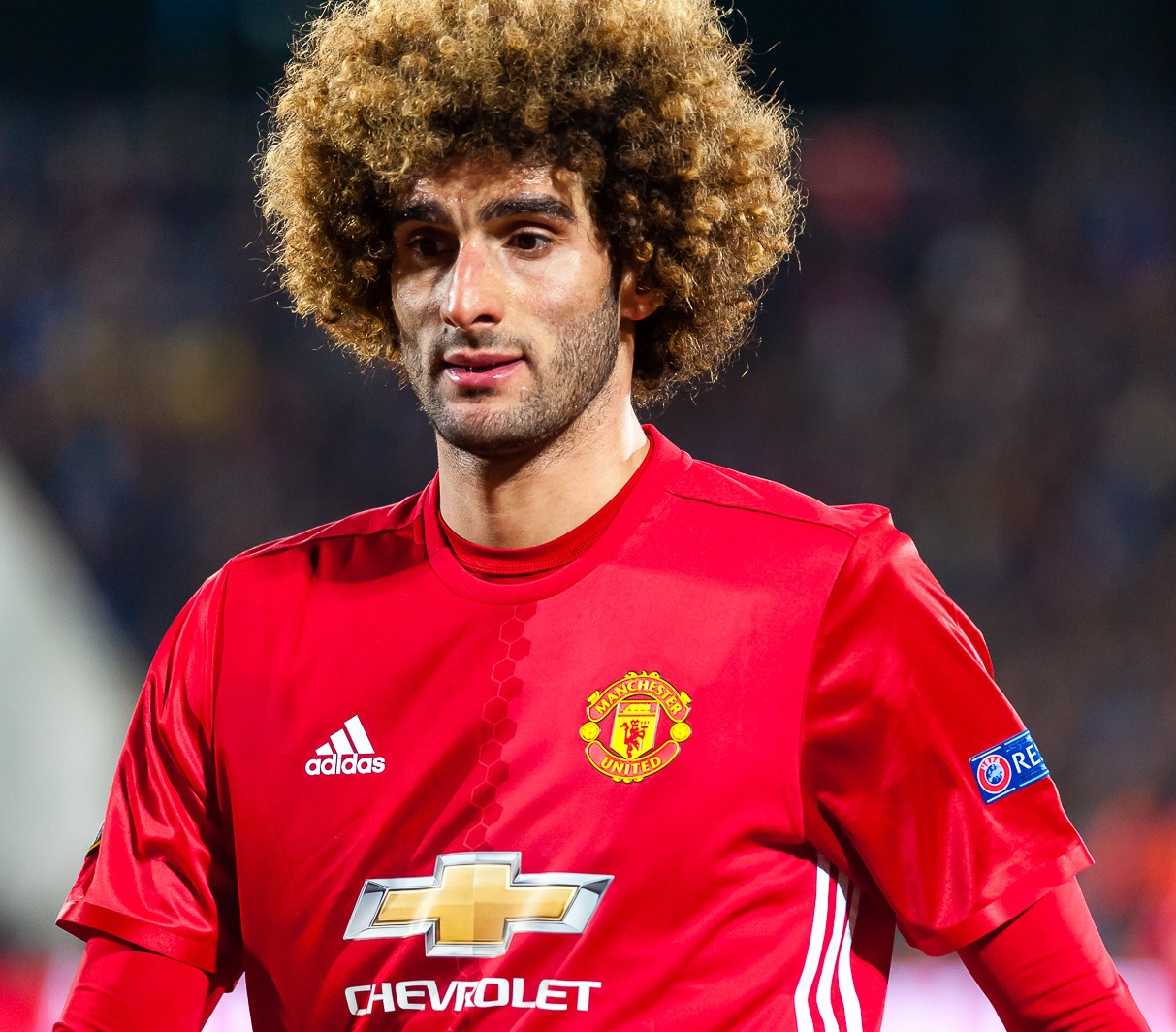
マンチェスター・ユナイテッドでのフェライニ（2017年）

2014年4月、『デイリー・テレグラフ』選出の2013-14シーズンにおける最悪の補強10人の1人に選ばれた。スターティングメンバーとしてリーグ戦に出場したのは15試合だけであり、昨シーズンにエヴァートンで出場した31試合の半分以下であった。
フェライニにとって1試合目となる2014-15シーズンのプレシーズンマッチのバレンシア戦でフェライニは交代で出場し、アディショナルタイムに決勝ゴールを挙げた。この試合はマンチェスター・ユナイテッドでルイ・ファン・ハールが初めて指揮を執った試合であった。
2014年10月20日に行われたリーグ戦のウェスト・ブロムウィッチ・アルビオンに後半から出場すると、2分後にマンチェスター・ユナイテッドにおける公式戦初ゴールを記録した。続くチェルシー戦ではスターティングメンバーとして出場し、チームで最も多い12.17kmの運動量を記録し、両チームで最多となる70回のスプリント数を誇った。試合は後半アディショナルタイムにフェライニが放ったヘディングシュートはティボ・クルトゥワに止められたが、ロビン・ファン・ペルシがこぼれ球に反応し、同点ゴールが生まれた。12月2日に行われたストーク・シティ戦でホームゲームにおける公式戦初ゴールを記録。
2015年1月17日に行われたクイーンズ・パーク・レンジャーズ戦でシーズン3ゴール目を記録した。3月15日に行われ、3-0で勝利したトッテナム・ホットスパー戦ではシーズン4ゴール目を挙げ、マイケル・キャリックのゴールをアシストし、マン・オブ・ザ・マッチに選出された。4月12日に行われ、4-2で勝利したマンチェスター・ダービーではチームの2ゴール目を記録し、5月9日に行われたクリスタル・パレス戦では決勝ゴールを記録し、チームの2-1の勝利に貢献した。5月24日に行われたシーズン最終節のハル・シティ戦では交代で出場した18分後にレッドカードを提示された。
2017年9月30日、第7節のクリスタル・パレス戦では2得点を決めて勝利に貢献した。

### 山東魯能・山東泰山
2019年2月1日、中国スーパーリーグに所属する山東魯能に完全移籍をすることを発表した。
2020年3月22日、滞在していた中国で2019新型コロナウイルスへの感染が確認された。同リーグでは唯一の感染確認事例だった。済南市の病院に入院し、3週間以上の入院の末、4月14日に退院。退院後も経過観察のために2週間の隔離期間に入った。中国スーパーリーグの開幕戦となった大連プロフェッショナル戦でヘディングシュートのみでのハットトリックを達成した。
2021年シーズンは途中からキャプテン務めつつ、10得点あげてリーグ・カップ2冠に貢献した。
2023年9月、5年間所属した山東泰山を退団する意向を示し、シーズン終了後に退団をした。
2024年2月3日、現役引退を発表した。

## 代表経歴

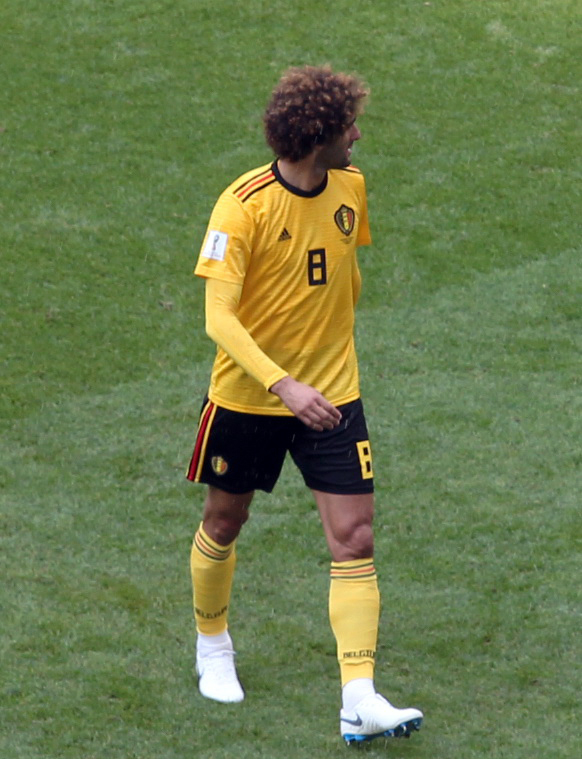
ベルギー代表でのフェライニ（2018年）

フェライニはベルギー代表とモロッコ代表でプレイする資格を有していたが、ユースレベルからベルギー代表でプレイすることを選んだ。U-23代表として出場した北京オリンピックではブラジル代表に3位決定戦で敗れ、4位に終わった。
A代表デビューは2007年2月7日に行われたチェコ代表戦であり、6月2日に行われたUEFA EURO 2008予選のポルトガル代表戦で初ゴールを記録したが、チームは1-2で敗れた。
2014 FIFAワールドカップ予選では7試合に出場し、1ゴールを挙げ、ベルギー代表は2002 FIFAワールドカップ以来となる本大会出場を決めた。
2014年6月4日、フェライニは2014 FIFAワールドカップに出場する23人のメンバーに選ばれた。初戦のアルジェリア代表戦はスターティングメンバーから外れたが、65分から出場すると同点となるゴールを記録し、チームも2-1で勝利を挙げた。6月22日行われた2戦目のロシア代表戦以降はスターティングメンバーとして躍進したベルギー代表において全試合にフル出場したが、準々決勝でアルゼンチン代表に0-1で敗れた。
2018年7月3日、ロシアワールドカップ決勝トーナメント初戦の日本代表戦では途中出場ながら、2-2の同点に追いつくヘディングシュートを決め、ベルギーの逆転勝利に貢献。続く準々決勝のブラジル戦では、ネイマールをほぼワンマークで封じ込めベルギーの勝利に貢献。3位入賞に貢献した。
2019年3月8日、代表からの引退を表明した。

## 人物
フェライニの両親はモロッコ人であり、両親はタンジェからブリュッセルに移住した。父のアブデラティフは元サッカー選手であり、ポジションはゴールキーパーであった。アブラティフはラジャ・カサブランカとハッサニア・アガディールでプレイした後にKRCメヘレンと契約をしたが、ハッサニア・アガディールは文書の発給を拒んだため、プレイすることはできなかった。引退後はSTIBでバスの運転手を務め、息子のキャリアを見守るために早期退職した。フェライニはムスリムである。また顔がそっくりな双子の弟がいる。

## エピソード
アフロヘアーがトレードマークである。前述の通りラフプレーが多い選手として知られており、プレミアリーグに移籍してからの8年間で61枚のイエローカードと3枚のレッドカードを提示されている。特に頻繁に肘打ちを行う悪癖があり、過去にはパブロ・サバレタやロベルト・フートに対するものが物議を醸した。フェライニのこのような行為に対してハワード・ウェブやジェイミー・キャラガーが苦言を呈している。
2015年5月7日、フェライニは午後4時46分に時速制限40マイルの道路を時速81マイルで走行し、スピード違反で検挙された。その6分後の午後4時52分にも時速制限30マイルの道路を時速59マイルで走行し、再び検挙された。裁判の結果、9ヶ月の運転禁止処分や1188ポンド(約22万円)の罰金などが科された。
2018年11月、長年トレードマークとして愛されたアフロヘアーをカットしたことが、本人およびマンチェスターユナイテッド公式Twitterにて明かされた。

## 個人成績

### クラブ
2019年1月5日現在
| クラブ                       | シーズン | リーグ戦 | リーグ戦 | カップ戦 | カップ戦 | リーグカップ戦 | リーグカップ戦 | 欧州カップ戦 | 欧州カップ戦 | その他 | その他 | 期間通算 | 期間通算 |
| クラブ                       | シーズン | 出場     | 得点     | 出場     | 得点     | 出場           | 得点           | 出場         | 得点         | 出場   | 得点   | 出場     | 得点     |
| ---------------------------- | -------- | -------- | -------- | -------- | -------- | -------------- | -------------- | ------------ | ------------ | ------ | ------ | -------- | -------- |
| スタンダール・リエージュ     | 2006-07  | 30       | 3        | 7        | 1        | –              | –              | 3            | 0            | –      | –      | 40       | 4        |
| スタンダール・リエージュ     | 2007-08  | 31       | 6        | 5        | 1        | –              | –              | 3            | 0            | –      | –      | 39       | 7        |
| スタンダール・リエージュ     | 2008-09  | 3        | 0        | 0        | 0        | –              | –              | 2            | 0            | –      | –      | 5        | 0        |
| スタンダール・リエージュ     | 通算     | 64       | 9        | 12       | 2        | –              | –              | 8            | 0            | –      | –      | 84       | 11       |
| エヴァートン                 | 2008-09  | 30       | 8        | 4        | 1        | 1              | 0              | –            | –            | –      | –      | 35       | 9        |
| エヴァートン                 | 2009-10  | 23       | 2        | 2        | 0        | 2              | 0              | 7            | 1            | –      | –      | 34       | 3        |
| エヴァートン                 | 2010-11  | 20       | 1        | 3        | 1        | 2              | 1              | –            | –            | –      | –      | 25       | 3        |
| エヴァートン                 | 2011-12  | 34       | 3        | 6        | 1        | 3              | 1              | –            | –            | –      | –      | 43       | 5        |
| エヴァートン                 | 2012-13  | 31       | 11       | 4        | 1        | 1              | 0              | –            | –            | –      | –      | 36       | 12       |
| エヴァートン                 | 2013-14  | 3        | 0        | 0        | 0        | 1              | 1              | –            | –            | –      | –      | 4        | 1        |
| エヴァートン                 | 通算     | 141      | 25       | 19       | 4        | 10             | 3              | 7            | 1            | –      | –      | 177      | 33       |
| マンチェスター・ユナイテッド | 2013-14  | 16       | 0        | 0        | 0        | 0              | 0              | 5            | 0            | –      | –      | 21       | 0        |
| マンチェスター・ユナイテッド | 2014-15  | 27       | 6        | 4        | 1        | 0              | 0              | –            | –            | –      | –      | 33       | 6        |
| マンチェスター・ユナイテッド | 2015-16  | 18       | 1        | 6        | 2        | 2              | 0              | 8            | 1            | –      | –      | 38       | 4        |
| マンチェスター・ユナイテッド | 2016-17  | 28       | 1        | 3        | 1        | 4              | 1              | 11           | 1            | 1      | 0      | 47       | 4        |
| マンチェスター・ユナイテッド | 2017-18  | 16       | 4        | 3        | 0        | 0              | 1              | 3            | 1            | 1      | 0      | 23       | 5        |
| マンチェスター・ユナイテッド | 2018-19  | 14       | 0        | 1        | 0        | 1              | 1              | 5            | 1            | –      | –      | 21       | 2        |
| マンチェスター・ユナイテッド | 通算     | 119      | 12       | 17       | 4        | 7              | 2              | 32           | 4            | 2      | 0      | 177      | 22       |
| 山東泰山                     | 2019     | 22       | 8        | -        | -        | -              | -              | 8            | 4            | 30     | 12     |          |          |
| 山東泰山                     | 2020     | 18       | 5        | -        | -        | -              | -              | -            | -            | 18     | 5      |          |          |
| 山東泰山                     | 2021     | 20       | 10       | -        | -        | -              | -              | -            | -            | 20     | 10     |          |          |
| 山東泰山                     | 2022     | 28       | 7        | -        | -        | -              | -              | -            | -            | 28     | 7      |          |          |
| 山東泰山                     | 2023     | 26       | 11       | 1        | 0        | -              | -              | 3            | 1            | 30     | 12     |          |          |
| 総通算                       | 総通算   | 324      | 46       | 48       | 10       | 17             | 5              | 47           | 5            | 2      | 0      | 438      | 66       |

## 代表歴

### 出場大会
- ベルギー代表
  - 2014 FIFAワールドカップ
  - 2018 FIFAワールドカップ

### 試合数
- 国際Aマッチ 87試合 18得点（2007年-2018年）[49]

| ベルギー代表 | 国際Aマッチ | 国際Aマッチ |
| 年           | 出場        | 得点        |
| ------------ | ----------- | ----------- |
| 2007         | 8           | 1           |
| 2008         | 6           | 1           |
| 2009         | 7           | 1           |
| 2010         | 5           | 1           |
| 2011         | 6           | 1           |
| 2012         | 6           | 0           |
| 2013         | 9           | 2           |
| 2014         | 13          | 2           |
| 2015         | 6           | 6           |
| 2016         | 9           | 0           |
| 2017         | 5           | 1           |
| 2018         | 7           | 2           |
| 通算         | 87          | 18          |

### 得点
| #   | 開催日         | 開催地                                         | 対戦国                   | スコア | 結果 | 大会                        |
| --- | -------------- | ---------------------------------------------- | ------------------------ | ------ | ---- | --------------------------- |
| 1   | 2007年6月2日   | ブリュッセル、ボードゥアン国王競技場           | ポルトガル               | 1–1    | 1–2  | UEFA EURO 2008予選          |
| 2   | 2008年10月11日 | ブリュッセル、ボードゥアン国王競技場           | アルメニア               | 2–0    | 2–0  | 2010 FIFAワールドカップ予選 |
| 3   | 2009年11月15日 | ヘント、ユレス・オッテンスタディオン           | ハンガリー               | 1–0    | 3–0  | 親善試合                    |
| 4   | 2010年10月12日 | ブリュッセル、ボードゥアン国王競技場           | オーストリア             | 2–2    | 4–4  | UEFA EURO 2012予選          |
| 5   | 2011年10月11日 | デュッセルドルフ、エスプリ・アレーナ           | ドイツ                   | 3–1    | 3–1  | UEFA EURO 2012予選          |
| 6   | 2013年5月29日  | クリーブランド、ファーストエナジー・スタジアム | アメリカ合衆国           | 1–3    | 2–4  | 親善試合                    |
| 7   | 2013年6月7日   | ブリュッセル、ボードゥアン国王競技場           | セルビア                 | 2–0    | 2–1  | 2014 FIFAワールドカップ予選 |
| 8   | 2014年3月5日   | ブリュッセル、ボードゥアン国王競技場           | コートジボワール         | 1–0    | 2–2  | 親善試合                    |
| 9   | 2014年6月17日  | ベロオリゾンテ、ミネイロン                     | アルジェリア             | 1–1    | 2–1  | 2014 FIFAワールドカップ     |
| 10  | 2015年3月28日  | ブリュッセル、ボードゥアン国王競技場           | キプロス                 | 1–0    | 5–0  | UEFA EURO 2016予選          |
| 11  | 2015年3月28日  | ブリュッセル、ボードゥアン国王競技場           | キプロス                 | 3–0    | 5–0  | UEFA EURO 2016予選          |
| 12  | 2015年3月31日  | エルサレム、テディ・スタジアム                 | イスラエル               | 0–1    | 0–1  | UEFA EURO 2016予選          |
| 13  | 2015年6月7日   | サン＝ドニ、スタッド・ド・フランス             | フランス                 | 0–1    | 3–4  | 親善試合                    |
| 14  | 2015年6月7日   | サン＝ドニ、スタッド・ド・フランス             | フランス                 | 0–2    | 3–4  | 親善試合                    |
| 15  | 2015年9月3日   | ブリュッセル、ボードゥアン国王競技場           | ボスニア・ヘルツェゴビナ | 1–1    | 3–1  | UEFA EURO 2016予選          |
| 16  | 2017年6月5日   | ブリュッセル、ボードゥアン国王競技場           | チェコ                   | 2–1    | 2–1  | 親善試合                    |
| 17. | 2018年6月7日   | ブリュッセル、ボードゥアン国王競技場           | エジプト                 | 2-0    | 3-0  | 親善試合                    |
| 18. | 2018年7月2日   | ロストフ・ナ・ドヌ、ロストフ・アリーナ         | 日本                     | 2-2    | 3-2  | 2018 FIFAワールドカップ     |

## 獲得タイトル

### クラブ
スタンダール・リエージュ
- ジュピラー・プロ・リーグ：2007-08

マンチェスター・ユナイテッド
- FAカップ：2015-16
- コミュニティー・シールド：2016
- フットボールリーグカップ：2016-17
- UEFAヨーロッパリーグ：2016-17

山東魯能
- 中国サッカー・スーパーリーグ：2021
- 中国FAカップ：2020, 2021, 2022

### 個人
- ベルギー・エボニー・シュー : 2008
- エヴァートン最優秀若手選手賞：2008-09
- プレミアリーグ月間最優秀選手：2012年11月